# Highcliffe and Walkford
Highcliffe and Walkford är en civil parish i Bournemouth, Christchurch and Poole distrikt i Dorset grevskap i England, 12 km 
från Bournemouth. Den bildades den 1 april 2019.